# Cantone di Lambersart
Il Cantone di Lambersart è una divisione amministrativa dell'Arrondissement di Lilla.
È stato costituito a seguito della riforma approvata con decreto del 17 febbraio 2014, che ha avuto attuazione dopo le elezioni dipartimentali del 2015.

## Composizione
Comprende gli 8 comuni di:
- Bousbecque
- Comines
- Lambersart
- Linselles
- Lompret
- Quesnoy-sur-Deûle
- Verlinghem
- Wervicq-Sud